# Paddle (BDSM)

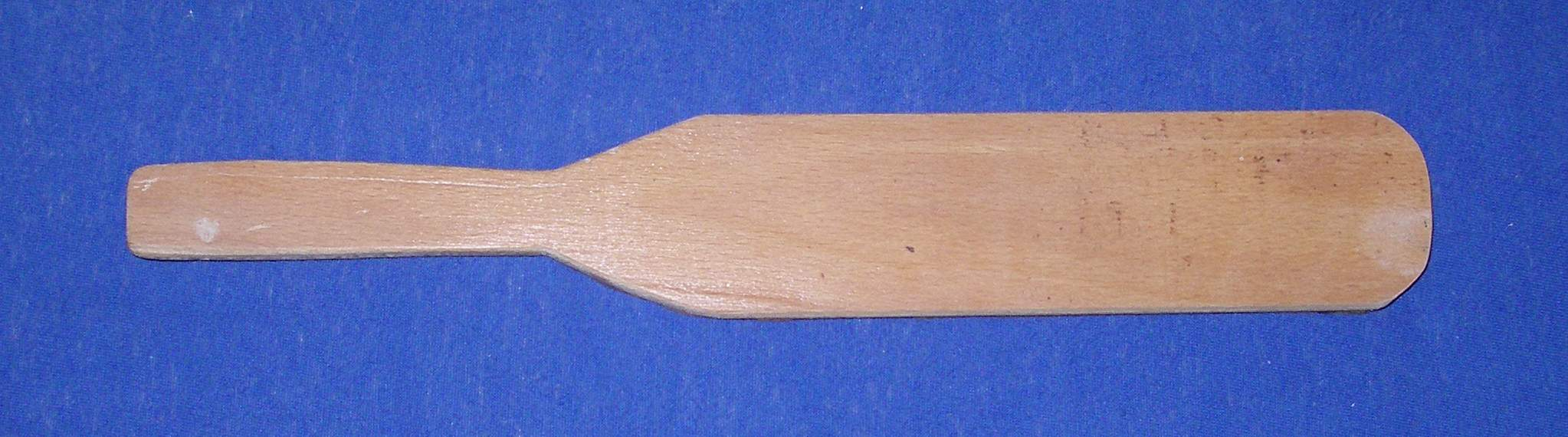
Il paddle utilizzato per sculacciare gli studenti con problemi di buona condotta

Paddle, letteralmente pagaia (per la somiglianza col remo omonimo), è un attrezzo appositamente progettato, costruito ed utilizzato per colpire una persona sulle natiche; usato come forma di correzione e disciplina soprattutto in ambito scolastico anglosassone, ma anche all'interno del mondo BDSM come gioco erotico tra adulti consenzienti da affiancare (o come completamento) allo spanking.
L'atto di colpire qualcuno con questa paletta è conosciuto col termine "remare, pagaiare". Lo si può usare anche come atto cerimoniale d'iniziazione rituale o di passaggio (nel mondo militare, lavorativo o scolastico come festeggiamento per una promozione o compleanno).

## Forma e storia

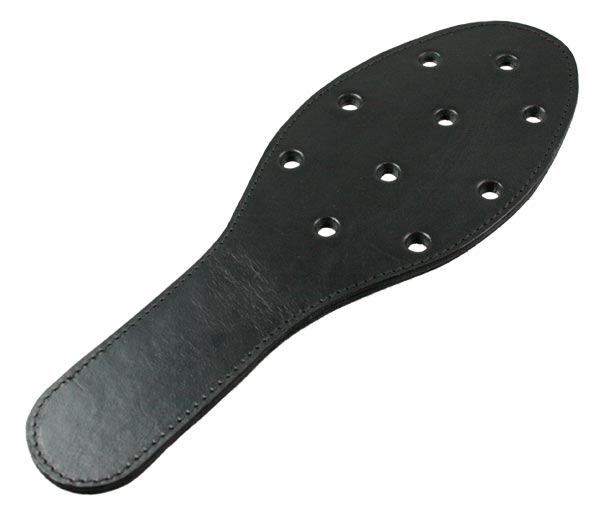
Paddle in pelle dotato di fori

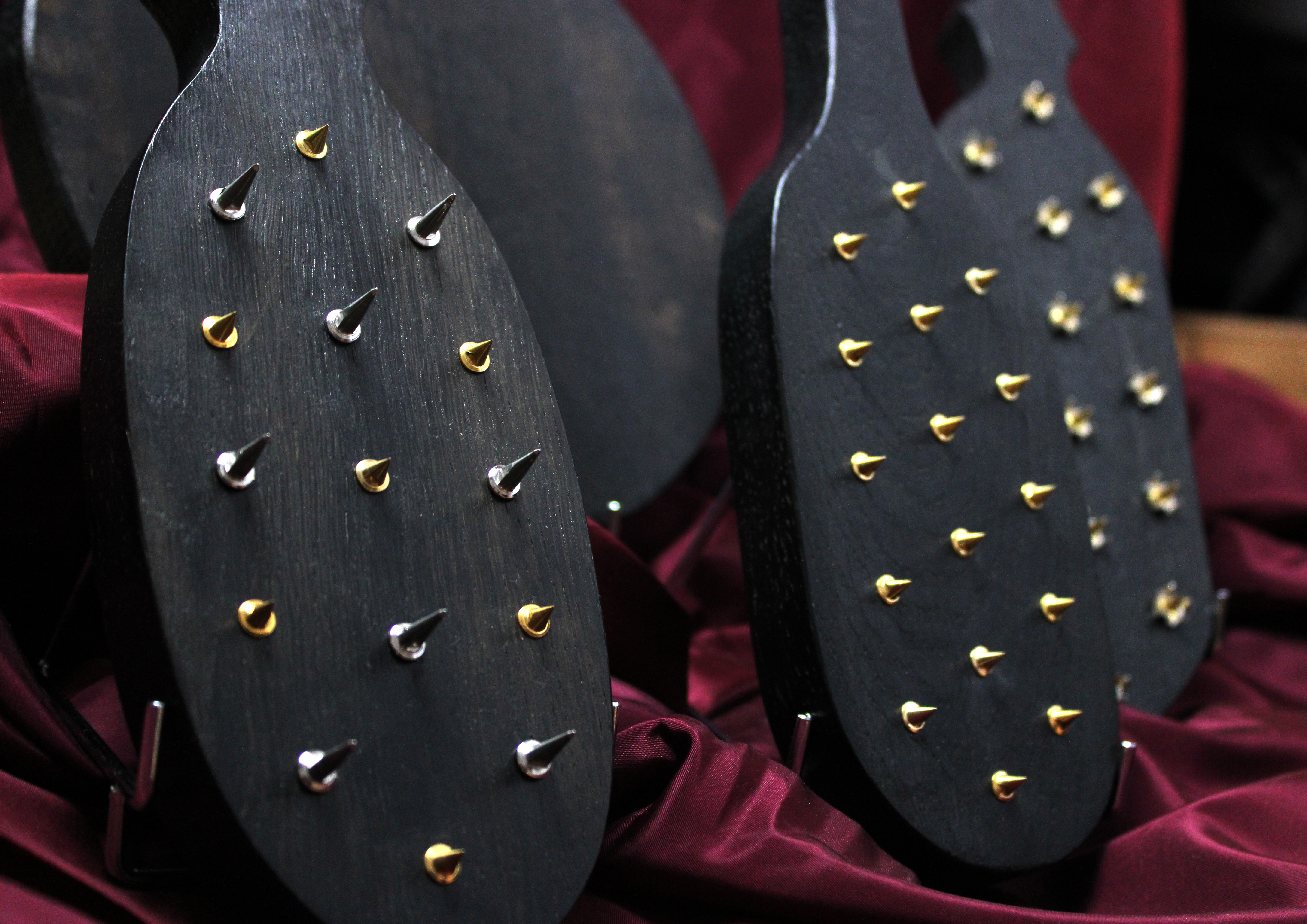
Diversi modelli di paddle

La pala o racchetta è composta da due parti, un manico ed un ripiano più o meno lungo: nella maggior parte dei casi son progettate per esser impugnate con una mano, anche se quelle di forma più grande han bisogno di tutte e due le mani per esser sostenuta, potendo arrivar fino a 90 cm. di lunghezza, 2 cm di spessore e 10 cm. di larghezza. 
Raramente la si usa anche per colpire la parte posteriore delle cosce del ricevente la punizione; ad alcuni paddle vengono praticati dei fori per aumentarne l'effetto aerodinamico, e di conseguenza la sofferenenza per chi lo sta subendo; anche se al giorno d'oggi molte scuole vietano l'uso della "paletta coi fori".
Il paddle per lo spanking è solitamente fatto di legno, occasionalmente in plastica o gomma rinforzata.: i paddles utilizzati per le punizioni corporali a scuola son quasi sempre del legno più comune e grossolanamente rifiniti., mentre quelli adoperati dagli appassionati cultori sadomaso son spesso realizzati professionalmente e incisi con simboli d'appartenenza o motti vari.
Il Paddle sembra esser stato originariamente inventato come strumento e metodo di punizione per gli schiavi, in modo da provocar dolore senza però causar alcun danno permanente fisico alla vittima. Subito dopo è stato introdotto nelle scuole e generosamente usato dagli insegnanti sugli alunni più intrattabili e indisciplinati, divenendo via via sempre più il normale attrezzo per le punizioni corporali nelle scuole degli USA.

## Ambito ed utilizzo correzionale
Principalmente usato in molte parti del profondo Sud degli Stati Uniti come mezzo per disciplinare il comportamento degli studenti più turbolenti, ma anche in certe zone all'interno dell'ambito familiare. Secondo i risultati di una recente indagine condotta in ambito nazionale, più del 10% degli adolescenti maschi americani ha ammesso di esser qualche volta stato punito in casa o a scuola in questa maniera. 

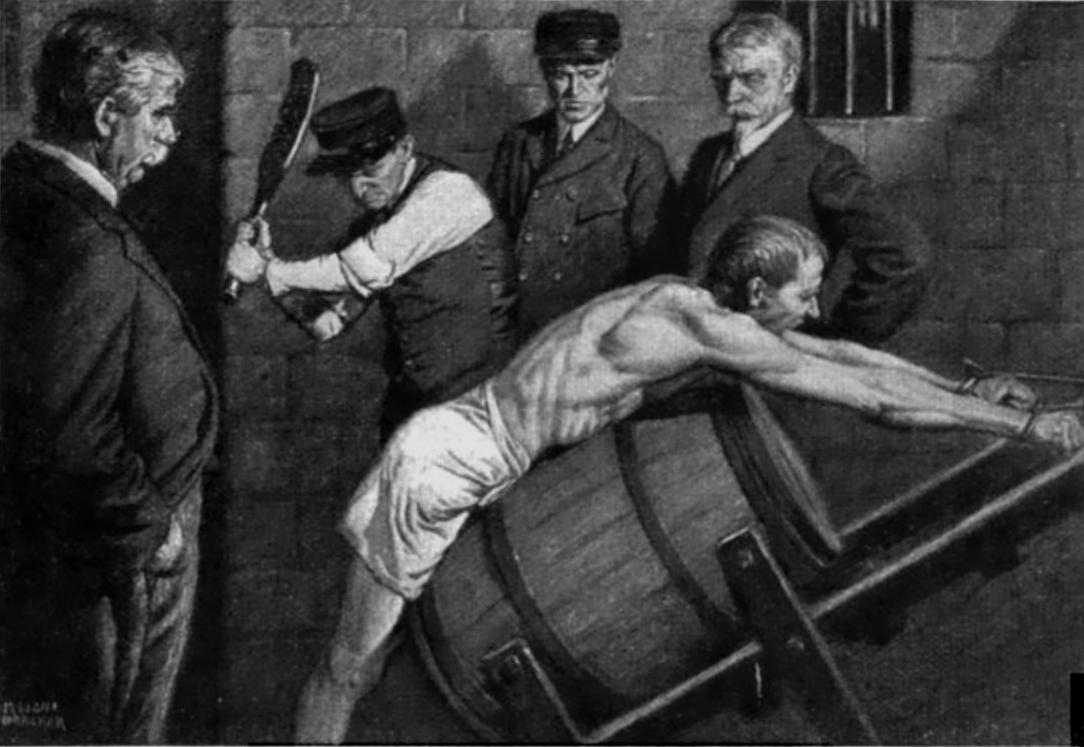
Metodo di correzione carceraria tramite paddling, 1912

### Paddling come modo comune di punizione nelle scuole americane
Il paddle è l'attrezzo quasi invariabilmente usato nelle scuole statunitensi che ancora permettono le punizioni corporali per cattiva condotta degli studenti. Essendosi verificati in passato casi di abuso di tale metodo, al fine d'evitar questo pericolo molte scuole descrivono le modalità accettate di questa punizione all'interno del proprio istituto nei manuali da consegnare agli studenti al lor ingresso come matricole.. Ad esempio le scuole del distretto di Bloomfield (Nuovo Messico) prevedono che "la punizione sarà eseguita sulle natiche dello studente colpevole con un paddle a superficie piatta e levigata senza crepe o fori, non causerà più di un dolore temporaneo senza infligger in alcun modo danni permanenti al corpo"
Di solito requisito indispensabile per la somministrazione del paddling è che un testimone estraneo sia presente al momento dell'esecuzione della punizione. 
La pratica ha poi gradualmente spostato il paddling da pubblico qual era, in aula o nel corridoio, all'ufficio privato del preside: in passato si potevano anche dare fino a 30 colpi, oggi rarissimamente si superano i 6, molto spesso ci si ferma a 3. Allo studente viene ordinato di piegarsi a pancia in giù su una sedia o sulla scrivania e in quella posizione riceve il numero prescritto di colpi, obbligatoriamente sopra i pantaloni o la gonna. 
Alcune scuole infine consigliano che sia personale di sesso femminile a somministrar la punizione alle studentesse o quantomeno ad esser presente.
Alla fine del 2011 erano ancor 19 gli stati degli USA, quasi tutti del Sud o dell'Ovest, a permettere punizioni corporali nelle scuole pubbliche.

## Disciplina sociale, gioco e tradizione

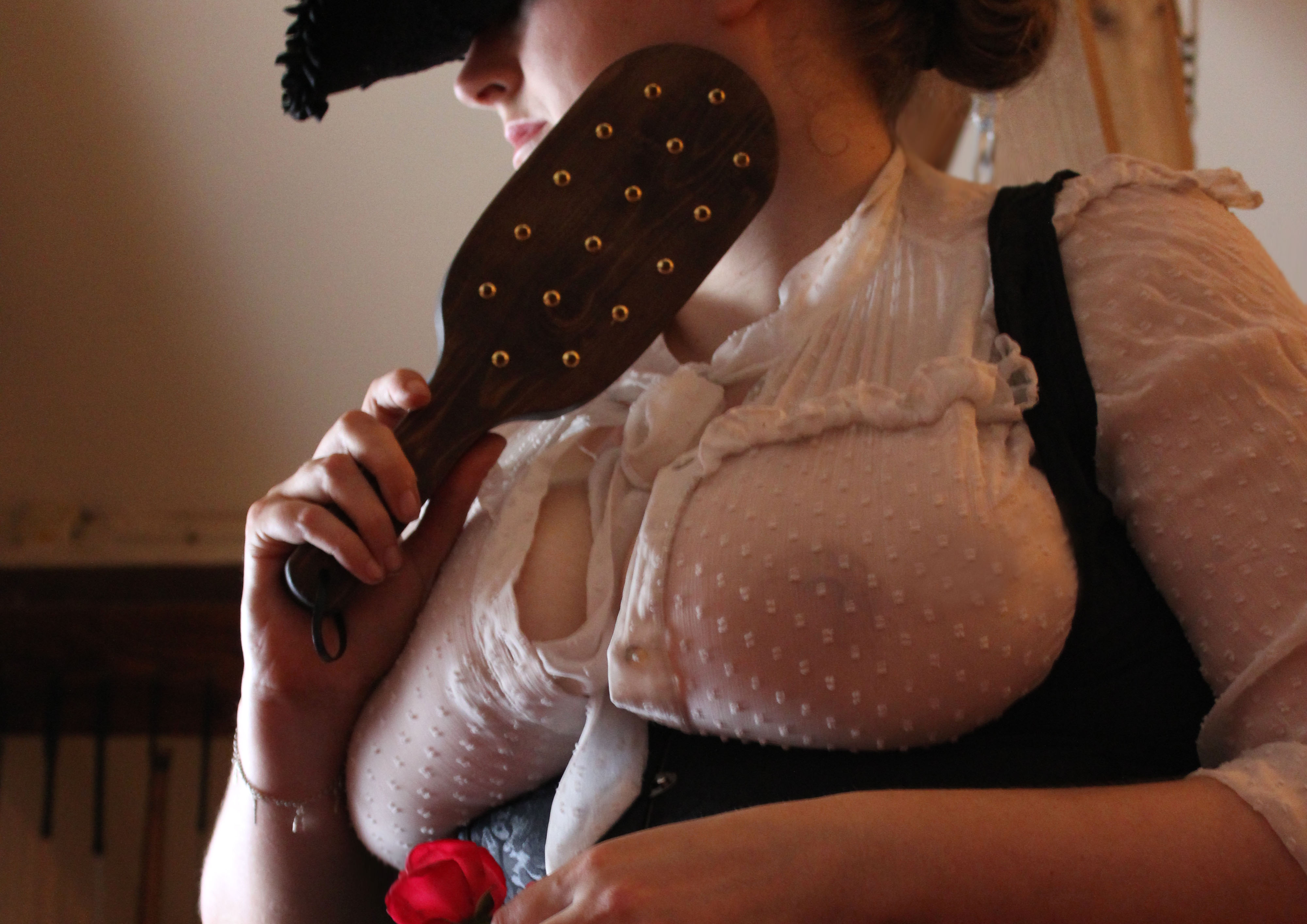
Dominatrice con in mano un paddle da vampiro

In alcune consolidate tradizioni di college ed università storiche, le trasgressioni alle norme di rispetto reciproco e regolamentazione interna vengono punite col metodo classico utilizzato per calmare i bambini, ovvero la sculacciata e/o lo spanking. Questo fino a ben oltre la fine della 2ª guerra mondiale: la pena era eseguita nella piazza principale del campus davanti a tutti gli studenti. 
I film L'attimo fuggente e Another Country, per citare solo due tra i più famosi, testimoniano questo fatto in varie scene. 
Certe fraternità sociali son poi associate a tale pratica, in quanto il nuovo arrivato doveva passar attraverso questo rituale per poter sperar d'esser ammesso poi all'interno del gruppo come membro a tutti gli effetti: ciò fa parte a tutti gli effetti dei rituali di nonnismo. A causa delle moderne leggi anti-nonnismo questo fenomeno sembra esser in qualche modo diminuito, anche notevolmente rispetto al passato
Il paddle è poi come detto uno degli attrezzi preferiti per i giochi di spanking tra adulti consenzienti (sia M/F-uomo verso donna, che viceversa); è usato molto anche all'interno della subcultura leather di matrice gay e nelle sedute BDSM tra mistress/master e relativo/a slave. A volte può esser combinata con l'utilizzo d'una panca apposita (vedi spanking).

### Effetti

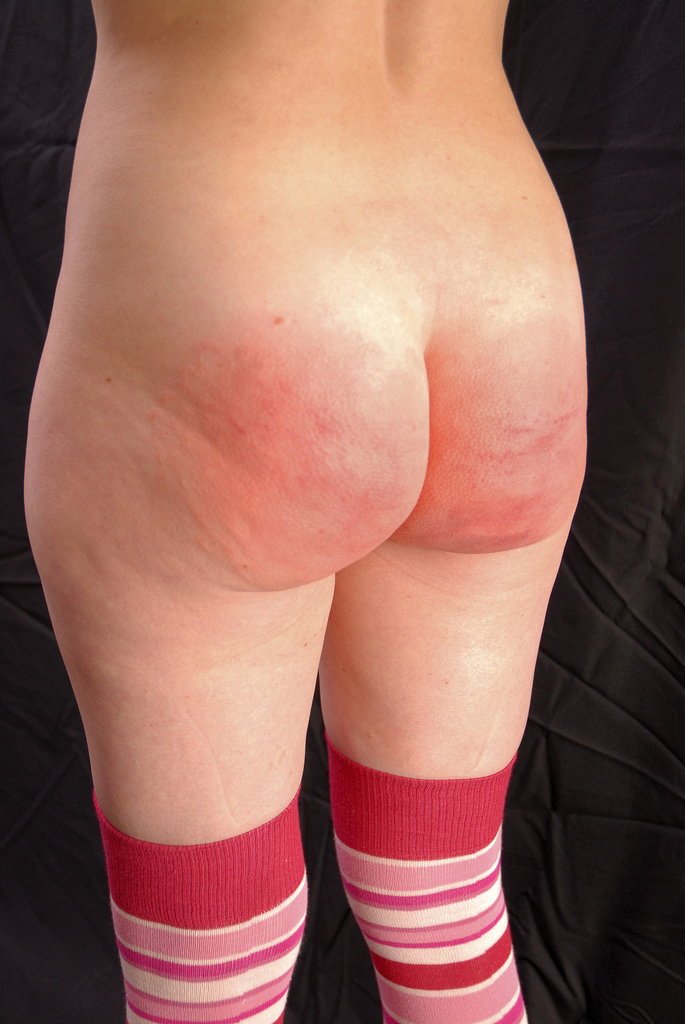
Risultato ottenuto dal paddling

Il paddling provoca in genere un leggero arrossamento della pelle, ma nei casi in cui sia stato somministrato con eccessiva severità può anche causare lividi che restano visibili settimane intere